# Естремадура
Естремаду́ра (ісп. Extremadura) — автономне співтовариство на південному заході Іспанії. Адміністративний центр — Мерида, найбільше місто — Бадахос. Естремадура межує на заході з Португалією, на півночі з областю Кастилія і Леон, на півдні її сусідом є Андалусія, а на сході Кастилія—Ла-Манча.

## Географія
Область розташована в межах 37° 57 Пн, 40° 85 Пн широти і 4° 39 Зх, 7° 33 Зх довготи. Площа області Екстремадура дорівнює 41 634 км² і є 5-м за розміром автономним регіоном Іспанії.

## Клімат
Клімат Екстремадури середземноморський, за винятком півночі, де він — континентальний, і заходу, де вплив Атлантики робить клімат м'яким.
Взагалі, він характеризується дуже гарячим і сухим літом, з великими посухами, і довгими і м'якими зимами, завдяки океанському впливу через його близькість до Атлантичного узбережжя Португалії.